# Доминиканска Република на Светском првенству у атлетици на отвореном 2017.
Доминиканска Република је на Светском првенству у атлетици на отвореном 2017. одржаном у Лондону од 4. до 13. августа, учествовала четрнаести пут. Репрезентацију Доминиканске Републике представљало су 3 атлетичара (2 мушкарца и 1 жена), који су се такмичили у 3 дисциплина (2 мушке и 1 женска).,
На овом првенству такмичари Доминиканске Републике нису освојили ниједну медаљу. У табели успешности према броју и пласману такмичара који су учествовали у финалним такмичењима (првих 8 такмичара) Доминиканска Република је са 1 учесником у финалу делила 55 место са 3 бодова.
| Плас. | Земља                  | 1. место | 2. место | 3. место | 4. место | 5. место | 6. место | 7. место | 8. место | Бр. финал. | Бод. |
| ----- | ---------------------- | -------- | -------- | -------- | -------- | -------- | -------- | -------- | -------- | ---------- | ---- |
| =55.  | Доминиканска Република | 0        | 0        | 0        | 0        | 0        | 1        | 0        | 0        | 1          | 3    |

## Учесници
| Мушкарци: - Лугелин Сантос — 400 м - Хуандер Сантос — 400 м препоне | Жене: - Мариели Санчез — 200 м |  |

## Резултати

### Мушкарци
| Атлетичар      | Дисциплина    | Лични рекорд | Квалификације | Квалификације | Полуфинале           | Полуфинале           | Финале               | Финале       | Детаљи                                  |
| Атлетичар      | Дисциплина    | Лични рекорд | Резултат      | Место         | Резултат             | Место                | Резултат             | Место        | Детаљи                                  |
| -------------- | ------------- | ------------ | ------------- | ------------- | -------------------- | -------------------- | -------------------- | ------------ | --------------------------------------- |
| Лугелин Сантос | 400 м         | 44,11 НР     | 45,73         | 5. у гр. 4    | Није се квалификовао | Није се квалификовао | Није се квалификовао | 24 / 49 (52) | Архивирано на веб-сајту (7. април 2018) |
| Хуандер Сантос | 400 м препоне | 48,92        | 49,19 КВ      | 4. у гр. 4    | 48,59 кв,ЛР          | 3. у гр. 1           | 49,04                | 6 / 36 (40)  |                                         |

### Жене
| Атлетичарка    | Дисциплина | Лични рекорд | Квалификације | Квалификације | Полуфинале            | Полуфинале            | Финале                | Финале  | Детаљи                                   |
| Атлетичарка    | Дисциплина | Лични рекорд | Резултат      | Место         | Резултат              | Место                 | Резултат              | Место   | Детаљи                                   |
| -------------- | ---------- | ------------ | ------------- | ------------- | --------------------- | --------------------- | --------------------- | ------- | ---------------------------------------- |
| Мариели Санчез | 200 м      | 23,01 НР     | 23,89 (,884)  | 6. у гр. 3    | Није се квалификовала | Није се квалификовала | Није се квалификовала | 40 / 37 | Архивирано на веб-сајту (19. април 2018) |